# New Race
I New Race furono un gruppo punk di Sydney, Australia, formatosi nell'aprile 1981, e scioltosi nello stesso anno.

## Storia dei New Race
I New Race furono una specie di supergruppo formato da componenti dei Radio Birdman (Deniz Tek, Rob Younger, e Warwick Gilbert), degli Stooges (Ron Asheton) e degli MC5 (Dennis Thompson).
Il gruppo fece una tournée di 16 date nella costa est dell'Australia. La maggior parte di queste esibizioni furono registrate per produrre successivamente un album dal vivo alla conclusione del tour stesso. Queste registrazioni andranno quindi a comporre il disco The First and The Last. L'album è composto prettamente da pezzi dei Radio Birdman, ma comprende anche pezzi degli Stooges, degli MC5, dei The Visitors e dei Destroy All Monsters. Successivamente a questo album, ne verranno pubblicati anche altri due, sempre registrati dal vivo, e precisamente The First to Pay nel 1990 e Second Wave nel 1991, mentre The First and The Last verrà ristampato nel 1997.
Alla conclusione del tour il gruppo si sciolse, ed i componenti proseguirono la carriera in diversi gruppi.

## Formazione

### Gruppo
- Rob Younger - voce
- Ron Asheton - chitarra
- Deniz Tek - chitarra
- Warwick Gilbert - basso
- Dennis Thompson - batteria, voce

### Altri componenti
- Chris Masuak - chitarra (in alcuni concerti)
- Clyde Bramley - cori (in alcuni concerti)

## Discografia

### Album dal vivo
- 1982 - The First and The Last (WEA)
- 1990 - The First to Pay (Revenge)
- 1991 - Second Wave (Revenge)

### Singoli
- 1983 - Crying Sun / Gotta Keep Movin' (7", Citadel Records)
- 1990 - Hail Columbia / Descent Into the Maelstrom (7", Revenge, stampato in 1000 copie in vinile colorato)